# مرتفعات وداي
مرتفعات وداي أو هضبة وداي هي منطقة تقع شرق تشاد على طول الحدود مع السودان. تشكل مع هضبة إنيدي في شرق تشاد حوضًا ينحدر تدريجياً نحو بحيرة تشاد. بالإضافة إلى المرتفعات الوسطى في منطقة قيرا والتي ترتفع إلى 1,500 متر (4,921 قدم).

## أنظمة المياه
يوجد بالمنطقة نهر البطحة هو نهر سريع الزوال يحمل المياه غربًا من هذه المرتفعات خلال الفصول الممطرة، وعادةً أثناء الفيضانات المفاجئة. 

## تضاريس
تُميز مرتفعات وداي الحدود الشرقية لتشاد وتُقسم أيضًا مستجمعات المياه بين تشاد والنيل. تعد هذه المناطق المرتفعة جزءًا من المنطقة البيئية للغابات الصحراوية الشرقية التي تتطلب كمية قليلة من الرطوبة.

## النيل الاصفر
النيل الاصفر هو رافد سابق (حوالي 8000 إلى 1000 قبل الميلاد) يربط بين مرتفعات وداي في شرق تشاد ونهر النيل. بقاياه معروفة باسم وادي هور.:28 يمر الوادي عبر ولاية غرب دارفور بالقرب من الحدود الشمالية مع تشاد ويلتقي بالنيل بالقرب من النقطة الجنوبية من غريت بيند.

## سلطنة وداي
سلطنة وداي (1635-1912) كانت في الأصل مملكة لغير المسلمين، وتقع إلى الشرق من بحيرة تشاد (تشاد في الوقت الحاضر). ظهرت في القرن السادس عشر فرعًا لسلطنة دارفور (السودان في الوقت الحاضر) إلى الشمال الشرقي من مملكة باقرمي.